# NGC 102

NGC 102

إن جي سي 102 (بالإنجليزية: NGC 102)‏ الذي يرمز له بالرمز NGC 102، هو مجرة حلزونية ضلعية، ومجرة، في كوكبة قيطس.

## الاكتشاف
اكتشف في 1886، بواسطة Francis Preserved Leavenworth.